# گسپولتشهوفن
گسپولتشهوفن (به آلمانی: Gaspoltshofen) یک منطقهٔ مسکونی در اتریش است که در ناحیه گرایسکیرچن واقع شده‌است. گسپولتشهوفن ۴۰٫۶ کیلومتر مربع مساحت دارد ۴۵۵ متر بالاتر از سطح دریا واقع شده‌است.